# Inspectah Deck
Джейсон Хантер (родился 6 июля 1970), более известен под псевдонимом Inspectah Deck — американский рэпер, актёр, музыкальный продюсер и участник групп Wu-Tang Clan и Czarface.

## Детство
Джейсон Хантер родился 6 июля 1970 года в Бруклине, Нью-Йорк, но вырос на Стейтен-Айленде. Хантер регулярно упоминает Park Hill Projects в Клифтоне, Статен-Айленд, где он вырос и пошел в школу с будущим Method Man, Raekwon и Ghostface Killah. Отец Джейсона умер, когда ему было шесть лет.

## Карьера
Хантер развил непринужденную и спокойную личность, которую он перенес в свою сценическую персону, как сдержанный противовес выходкам Method Man, Ol' Dirty Bastard и RZA, на которые ссылается Method Man в конце трека «Can it Be All So Simple?» с дебютного альбома Wu-Tang Enter the Wu-Tang (36 Chambers).

## Дискография

### Студийные альбомы
- 1999 — Uncontrolled Substance
- 2003 — The Movements
- 2006 — The Resident Patient
- 2010 — Manifesto
- 2019 — Chamber No. 9

### С Czarface
- 2013 — Czarface
- 2015 — Every Hero Needs a Villian
- 2017 — First Weapon Drawn
- 2019 — Czarface Meets Metal Face